# Eamon Gilmore
Eamon Gilmore (Iers: Éamon Mac Giollamóir) (Caltra, 24 april 1955) is een Ierse politicus en diplomaat. Hij is lid van de Labour Party, waarvan hij tussen 2007 en 2014 de politiek leider was. Van 2011 tot 2014 maakte Gilmore deel uit van de Ierse regering als Tánaiste (vicepremier) en minister van Buitenlandse Zaken en Handel.

## Biografie
Eamon Gilmore groeide op in Caltra, een klein dorp in de County Galway. Hij studeerde psychologie aan de Nationale Universiteit van Ierland, Galway en was aansluitend voorzitter van de Union of Students in Ireland (1976–1978). Vervolgens was hij jarenlang werkzaam als vakbondsleider.

### Politieke loopbaan
In 1975 sloot Gilmore zich aan bij The Workers' Party, waarvoor hij vanaf het midden van de jaren tachtig lokaal actief was in Dún Laoghaire en de County Dublin. Bij de Ierse parlementsverkiezingen van 1989 werd hij tevens voor het eerst verkozen als Teachta Dála (parlementslid) in de Dáil Éireann (het nationale parlement). Hij werd daarna nog vijfmaal herkozen en zou er zijn zetel tot 2016 behouden.
In 1992 ontstond binnen The Workers' Party een breuk nadat geen overeenstemming werd bereikt om de partij te hervormen. Zes van de zeven parlementsleden, onder wie Gilmore, splitsten zich af en richtten een nieuwe partij op: Democratic Left. Bij de verkiezingen later dat jaar won deze nieuwe partij vier zetels, terwijl The Workers' Partij geen enkele zetel overhield. Democratic Left maakte tussen 1994 en 1997 deel uit van de Ierse regering onder premier John Bruton; Gilmore was gedurende deze periode staatssecretaris (minister of state) van Marine.

#### Partijleider en minister
In 1999 fuseerde Democratic Left met de Labour Party, die haar naam daarbij behield. In 2007 werd Gilmore verkozen tot partijleider van Labour. Hij voerde onder meer campagne vóór het Verdrag van Lissabon, dat tijdens een referendum in 2008 echter werd verworpen. Bij de Ierse parlementsverkiezingen van 2011 leidde Gilmore zijn partij naar een grote overwinning: Labour kwam uit op 19,5% van de stemmen, steeg van 20 naar 37 zetels en werd daarmee groter dan ooit tevoren. In de hieropvolgende formatieonderhandelingen werd een coalitieregering gesmeed met de christendemocratische partij Fine Gael. Het premierschap kwam in handen van Enda Kenny (FG), terwijl Gilmore werd benoemd tot Tánaiste (vicepremier) en minister van Buitenlandse Zaken en Handel. Tussen 2012 en 2013 was hij tevens voorzitter van de OVSE.
Tijdens zijn periode als minister zette Gilmore zich onder meer in voor de legalisering van echtscheidingen en abortus. Tevens was hij een voorvechter voor een referendum over de invoering van het homohuwelijk in Ierland. Dit referendum werd in 2015 gehouden. Een belangrijke rol speelde Gilmore daarnaast bij het conflict tussen de Ierse regering en het Vaticaan, inzake rapporten over het seksueel misbruik in het Ierse bisdom Cloyne en de reactie van het Vaticaan daarop. Gilmore besloot de Ierse ambassade in het Vaticaan uiteindelijk te sluiten, officieel wegens besparingsmaatregelen.
Toen Labour bij lokale verkiezingen in 2014 slechte resultaten behaalde en bij de Europese verkiezingen van dat jaar al haar zetels verloren zag gaan, maakte Gilmore zijn aftreden bekend. Kort hierop werd hij als partijleider en als vicepremier opgevolgd door Joan Burton. Zijn ministerschap van Buitenlandse Zaken werd overgenomen door Charles Flanagan. Gilmore stelde zich ook niet herkiesbaar bij de verkiezingen van 2016 en nam na 27 afscheid van het Ierse parlement.

#### EU-vertegenwoordiger
Tussen 2015 en 2019 was Gilmore de Speciale vertegenwoordiger van de Europese Unie voor het vredesproces in Colombia. Aansluitend was hij tot 2024 de Speciale EU-vertegenwoordiger voor Mensenrechten.
- Gemeinsame Normdatei: 101574852X
- International Standard Name Identifier: 0000 0001 1503 0841
- Library of Congress Control Number: n2011008963
- Système universitaire de documentation: 194164055
- Virtual International Authority File: 167614329
- WorldCat: E39PBJjRX6GwymJYT6VD4TxxDq